# Lista monumentelor istorice din județul Iași - L

Simbol pentru monumentele istorice

Lista monumentelor istorice din județul Iași - L cuprinde monumentele istorice înscrise în Patrimoniul cultural național al României și aflate în localități ce încep cu litera L din județul Iași. 
Lista completă este menținută și actualizată periodic de către Ministerul Culturii, Cultelor și Patrimoniului Național din România, prin intermediul Institutului Național al Patrimoniului, ultima versiune datând din 2015. Această listă cuprinde și actualizările ulterioare, realizate prin ordin al ministrului culturii.
Puteți căuta un monument din județul Iași folosind formularul de mai jos sau puteți naviga prin toate monumentele din județ la lista monumentelor istorice din județul Iași.
| Cod LMI                              | Denumire                                            | Localitate                          | Localizare                                                                     | Datare, Creatori                           | Imagine               | Erori             |
| ------------------------------------ | --------------------------------------------------- | ----------------------------------- | ------------------------------------------------------------------------------ | ------------------------------------------ | --------------------- | ----------------- |
| IS-I-s-B-03611 (RAN: 98284.01)       | Situl arheologic de la Larga-Jijia, punct „Grădină” | sat Larga-Jijia; comuna Movileni    | „La Grădină”, la 500 m E de sat, pe un grind                                   |                                            | Încarcă foto \| video | Raportează eroare |
| IS-I-m-B-03611.01 (RAN: 98284.01.03) | Așezare                                             | sat Larga-Jijia; comuna Movileni    | „La Grădină”, la 500 m E de sat, pe un grind                                   | Hallstatt                                  | Încarcă foto \| video | Raportează eroare |
| IS-I-m-B-03611.02 (RAN: 98284.01.02) | Așezare                                             | sat Larga-Jijia; comuna Movileni    | „La Grădină”, la 500 m E de sat, pe un grind                                   | Eneolitic, cultura Precucuteni, faza II    | Încarcă foto \| video | Raportează eroare |
| IS-I-m-B-03611.03 (RAN: 98284.01.01) | Așezare                                             | sat Larga-Jijia; comuna Movileni    | „La Grădină”, la 500 m E de sat, pe un grind                                   | Neolitic târziu, cultura ceramicii liniare | Încarcă foto \| video | Raportează eroare |
| IS-I-s-B-03612 (RAN: 97688.01)       | Situl arheologic de la Lețcani                      | sat Lețcani; comuna Lețcani         | În vatra satului, la 100 m de biserică                                         | Eneolitic, cultura Cucuteni, faza A        | Încarcă foto \| video | Raportează eroare |
| IS-I-m-B-03612.01 (RAN: 97688.01.09) | Așezare                                             | sat Lețcani; comuna Lețcani         | În vatra satului, la 100 m de biserică                                         | sec. XVIII, Epoca medievală                | Încarcă foto \| video | Raportează eroare |
| IS-I-m-B-03612.02 (RAN: 97688.01.08) | Așezare                                             | sat Lețcani; comuna Lețcani         | În vatra satului, la 100 m de biserică                                         | sec. III - IV p. Chr., Epoca daco-romană   | Încarcă foto \| video | Raportează eroare |
| IS-I-m-B-03612.03 (RAN: 97688.01.07) | Așezare                                             | sat Lețcani; comuna Lețcani         | În vatra satului, la 100 m de biserică                                         | Hallstatt                                  | Încarcă foto \| video | Raportează eroare |
| IS-I-m-B-03612.04 (RAN: 97688.01.06) | Așezare                                             | sat Lețcani; comuna Lețcani         | În vatra satului, la 100 m de biserică                                         | Epoca bronzului târziu, cultura Noua       | Încarcă foto \| video | Raportează eroare |
| IS-I-m-B-03612.05 (RAN: 97688.01.05) | Așezare                                             | sat Lețcani; comuna Lețcani         | În vatra satului, la 100 m de biserică                                         | Eneolitic, cultura Cucuteni, faza B        | Încarcă foto \| video | Raportează eroare |
| IS-I-m-B-03612.06 (RAN: 97688.01.04) | Așezare                                             | sat Lețcani; comuna Lețcani         | În vatra satului, la 100 m de biserică                                         | Eneolitic, cultura Cucuteni, faza AB       | Încarcă foto \| video | Raportează eroare |
| IS-I-m-B-03612.07 (RAN: 97688.01.03) | Așezare                                             | sat Lețcani; comuna Lețcani         | În vatra satului, la 100 m de biserică                                         | Eneolitic, cultura Cucuteni, faza A        | Încarcă foto \| video | Raportează eroare |
| IS-I-m-B-03612.08 (RAN: 97688.01.02) | Așezare                                             | sat Lețcani; comuna Lețcani         | În vatra satului, la 100 m de biserică                                         | Neolitic târziu, cultura ceramicii liniare | Încarcă foto \| video | Raportează eroare |
| IS-I-m-B-03612.09 (RAN: 97688.01.01) | Așezare                                             | sat Lețcani; comuna Lețcani         | În vatra satului, la 100 m de biserică                                         | Neolitic, cultura Criș                     | Încarcă foto \| video | Raportează eroare |
| IS-I-s-B-03613 (RAN: 95890.01)       | Situl arheologic de la Liteni, punct „Pe Curte”     | sat Liteni; comuna Belcești         | „Pe Curte”, la 100 m SE de sat (fost sat Ulmi - Liteni)                        |                                            | Încarcă foto \| video | Raportează eroare |
| IS-I-m-B-03613.01 (RAN: 95890.01.01) | Așezare                                             | sat Liteni; comuna Belcești         | „Pe Curte”, la 100 m SE de sat (fost sat Ulmi - Liteni)                        | sec. XV - XVI, Epoca medievală             | Încarcă foto \| video | Raportează eroare |
| IS-I-m-B-03613.02 (RAN: 95890.01.02) | Depozit de bronzuri                                 | sat Liteni; comuna Belcești         | „Pe Curte”, la 100 m SE de sat                                                 | Epoca bronzului târziu                     | Încarcă foto \| video | Raportează eroare |
| IS-I-s-B-03614 (RAN: 96307.01)       | Situl arheologic de la Lunca Cetățuii, punct „Zâne” | sat Lunca Cetățuii; comuna Ciurea   | „Zâne”, la E de satul Lunca Cetățuiei, în jurul cimitirului fostului sat Zanea |                                            | Încarcă foto \| video | Raportează eroare |
| IS-I-m-B-03614.01 (RAN: 96307.01.08) | Așezare                                             | sat Lunca Cetățuii; comuna Ciurea   | „Zâne”, la E de satul Lunca Cetățuiei, în jurul cimitirului fostului sat Zanea | sec. XVII - XVIII, Epoca medievală         | Încarcă foto \| video | Raportează eroare |
| IS-I-m-B-03614.02 (RAN: 96307.01.07) | Așezare                                             | sat Lunca Cetățuii; comuna Ciurea   | „Zâne”, la E de satul Lunca Cetățuiei, în jurul cimitirului fostului sat Zanea | sec. VIII – IX, Epoca medieval timpurie    | Încarcă foto \| video | Raportează eroare |
| IS-I-m-B-03614.03 (RAN: 96307.01.06) | Așezare                                             | sat Lunca Cetățuii; comuna Ciurea   | „Zâne”, la E de satul Lunca Cetățuiei, în jurul cimitirului fostului sat Zanea | sec. IV p.Chr, Epoca daco-romană           | Încarcă foto \| video | Raportează eroare |
| IS-I-m-B-03614.04 (RAN: 96307.01.05) | Așezare                                             | sat Lunca Cetățuii; comuna Ciurea   | „Zâne”, la E de satul Lunca Cetățuiei, în jurul cimitirului fostului sat Zanea | Latène, cultura geto-dacică                | Încarcă foto \| video | Raportează eroare |
| IS-I-m-B-03614.05 (RAN: 96307.01.04) | Așezare                                             | sat Lunca Cetățuii; comuna Ciurea   | „Zâne”, la E de satul Lunca Cetățuiei, în jurul cimitirului fostului sat Zanea | Hallstatt timpuriu                         | Încarcă foto \| video | Raportează eroare |
| IS-I-m-B-03614.06 (RAN: 96307.01.03) | Așezare                                             | sat Lunca Cetățuii; comuna Ciurea   | „Zâne”, la E de satul Lunca Cetățuiei, în jurul cimitirului fostului sat Zanea | Eneolitic, cultura Cucuteni, faza B        | Încarcă foto \| video | Raportează eroare |
| IS-I-m-B-03614.07 (RAN: 96307.01.02) | Așezare                                             | sat Lunca Cetățuii; comuna Ciurea   | „Zâne”, la E de satul Lunca Cetățuiei, în jurul cimitirului fostului sat Zanea | Eneolitic, cultura Cucuteni, faza A        | Încarcă foto \| video | Raportează eroare |
| IS-I-m-B-03614.08 (RAN: 96307.01.01) | Așezare                                             | sat Lunca Cetățuii; comuna Ciurea   | „Zâne”, la E de satul Lunca Cetățuiei, în jurul cimitirului fostului sat Zanea | Neolitic târziu, cultura ceramicii liniare | Încarcă foto \| video | Raportează eroare |
| IS-II-m-B-04188 (RAN: 98284.02)      | Biserica de lemn „Sf. Nicolae”                      | sat Larga-Jijia; comuna Movileni    |                                                                                | 1861                                       | Încarcă foto \| video | Raportează eroare |
| IS-II-m-B-04189                      | Biserica „Sf. Împărați”                             | sat Lețcani; comuna Lețcani         |                                                                                | 1802                                       | Încarcă foto \| video | Raportează eroare |
| IS-II-m-A-04190 (RAN: 97688.02)      | Biserica „Sf. Dumitru” (Biserica Rotundă)           | sat Lețcani; comuna Lețcani         |                                                                                | 1802                                       | Alte imagini          | Raportează eroare |
| IS-II-m-B-04191                      | Gară                                                | sat Lețcani; comuna Lețcani         |                                                                                | sf. sec. XIX                               | Încarcă foto \| video | Raportează eroare |
| IS-II-m-B-04192                      | Biserica „Sf. Nicolae”                              | sat Luceni; comuna Victoria         |                                                                                | 1830                                       |                       | Raportează eroare |
| IS-II-a-B-04193                      | Ansamblul curții familiei Negruzzi                  | sat Lunca Prutului; comuna Trifești | 47.44123°N 27.55135°E                                                          | 1839                                       | Alte imagini          | Raportează eroare |
| IS-II-m-B-04193.01                   | Biserica „Sf. Împărați”                             | sat Lunca Prutului; comuna Trifești |                                                                                | 1839                                       | Alte imagini          | Raportează eroare |
| IS-II-a-B-04193.02                   | Casele familiei Negruzzi                            | sat Lunca Prutului; comuna Trifești |                                                                                | sec. XIX                                   | Alte imagini          | Raportează eroare |
| IS-II-m-B-04193.03                   | Parc                                                | sat Lunca Prutului; comuna Trifești |                                                                                | sec. XIX                                   | Încarcă foto \| video | Raportează eroare |
| IS-II-m-B-04194                      | Biserica „Sf. Nicolae”                              | sat Lungani; comuna Voinești        |                                                                                | 1825                                       |                       | Raportează eroare |
| IS-IV-m-B-04193.04                   | Mormântul scriitorului Costache Negruzzi            | sat Lunca Prutului; comuna Trifești | În curtea bisericii                                                            | sec. XIX                                   |                       | Raportează eroare |